# Château Musar

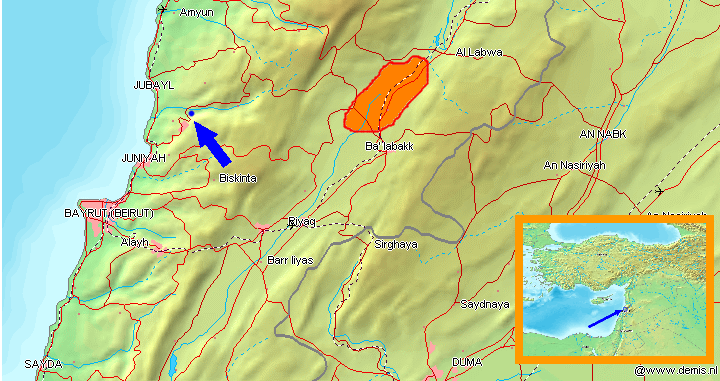
Carte de situation du Château Musar

Le Château Musar est un domaine viticole du Liban situé dans la région de Jounieh. Il a été fondé dans les années 1930 par Gaston Hochar et produit des vins blancs  et rouges de qualité.

## Gamme de vins
Les vins suivants sont produits au château :
- Château Musar (rouge, blanc et rosé)
- Hochar Père et Fils (rouge)
- Musar Cuvée (rouge)
- Rubis (rouge)
- Jeune Musar (rouge, blanc et rosé)